# Khost wa Fereng (huyện)
Khost wa Firing là một huyện thuộc tỉnh Baghlan, Afghanistan. Dân số thời điểm năm 1999 là 48,017 người.